# Church Bells
«Church Bells» — третій американський та четвертий загальний сингл п'ятого студійного альбому американської кантрі-співачки Керрі Андервуд — «Storyteller». В США пісня вийшла 11 квітня 2016. Пісня написана Заком Кроувеллом, Бреттом Джеймсом та Гілларі Ліндсі; зпродюсована Марком Брайтом.

## Список композицій
Цифрове завантаження
1. "Church Bells" – 3:14

## Музичне відео
Музичне відео було знято під час концерту турне Storyteller Tour в місті Лінкольн штату Небраска. Відеокліп було опубліковано 10 травня 2016 під час ранкового шоу Good Morning America. Станом на травень 2018 музичне відео мало 33 мільйонів переглядів на відеохостингу YouTube.

## Чарти
Тижневі чарти
| Чарт (2015-16)                   | Місце |
| -------------------------------- | ----- |
| Canadian Hot 100                 | 64    |
| Canada Country (Billboard)       | 2     |
| U.S. Billboard Hot 100           | 43    |
| U.S. Billboard Hot Country Songs | 2     |
| U.S. Billboard Country Airplay   | 1     |

Річні чарти
| Чарт (2016)                      | Місце |
| -------------------------------- | ----- |
| U.S. Billboard Hot Country Songs | 14    |
| U.S. Billboard Country Airplay   | 29    |

## Продажі
3 серпня 2016 сингл отримав золоту сертифікацію від RIAA в США. Станом на липень 2017 по США було продано 490,000 копій синглу.
| Країна     | Сертифікація (таблиця продажів та сертифікатів) | Продажі  |
| ---------- | ----------------------------------------------- | -------- |
| США (RIAA) | Золото                                          | +500,000 |

## Нагороди та номінації

### Grammy Awards
| Рік  | Номіновано     | Нагорода                      | Результат |
| ---- | -------------- | ----------------------------- | --------- |
| 2017 | "Church Bells" | Best Country Solo Performance | Номінація |

### iHeartRadio Music Awards
| Рік  | Номіновано     | Нагорода                 | Результат |
| ---- | -------------- | ------------------------ | --------- |
| 2017 | "Church Bells" | Country Song of the Year | Номінація |

### Teen Choice Awards
| Рік  | Номіновано     | Нагорода            | Результат |
| ---- | -------------- | ------------------- | --------- |
| 2016 | "Church Bells" | Choice Country Song | Номінація |

### CMT Music Awards
| Рік  | Номіновано     | Нагорода                 | Результат |
| ---- | -------------- | ------------------------ | --------- |
| 2017 | "Church Bells" | Video of the Year        | Номінація |
| 2017 | "Church Bells" | Female Video of the Year | Перемога  |

## Історія релізів
| Країна | Дата           | Формат(и)            | Лейбл            |
| ------ | -------------- | -------------------- | ---------------- |
| США    | 11 квітня 2016 | Цифрове завантаження | Arista Nashville |